# Admiral Panteleev (cacciatorpediniere)
L'Admiral Panteleev è un cacciatorpediniere classe Udaloj della Marina russa. Prende il nome da Jurij Aleksandrovič Panteleev, comandante della Flotta russa del Pacifico dal 1953 al 1956.

## Storia

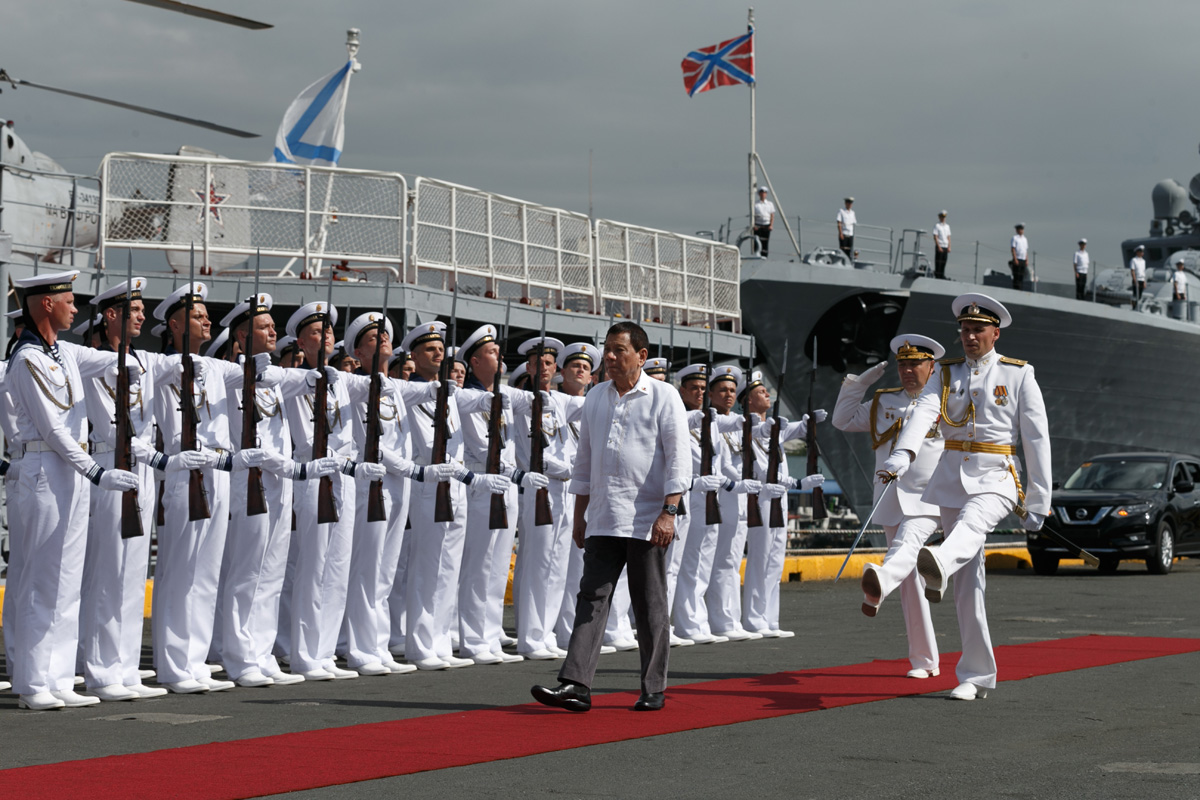
Il presidente Rodrigo Duterte ispeziona lAdmiral Panteleev mentre consegna aiuti al governo filippino dopo la battaglia di Marawi.

Fa parte della Flotta del Pacifico ed è stata schierata nel 2009 per operazioni di contrasto alla Pirateria al largo delle coste somale. La nave ha partecipato anche al RIMPAC 2012.
Dal 20 al 26 ottobre 2017, l'Admiral Panteleev ha visitato Manila insieme al cacciatorpediniere Admiral Vinogradov e alla nave cisterna Boris Butoma, appartenente alla classe Boris Chilikin. L'Admiral Panteleev trasportava oltre 5.000 fucili Kalashnikov AKM, 5.000 elmetti d'acciaio SSh-68, 20 camion Ural-4320 e più di un milione di munizioni calibro 7,62 × 39 mm, come parte dell'assistenza del governo russo alle Filippine durante la battaglia di Marawi. Il 25 ottobre 2017, il presidente Rodrigo Duterte ha visitato la nave insieme ai funzionari delle Forze Armate Filippine, del Dipartimento degli Affari Esteri e dell'ambasciata russa per ispezionare il materiale donato.
Nel marzo 2022, il cacciatorpediniere, accompagnato dalla petroliera Izhora, è stato avvistato durante esercitazioni nel Mar Cinese Orientale.
Tra il 3 e il 10 giugno 2022, l'Admiral Panteleev, insieme alle corvette Gromkij, Soveršennij, Aldar Tsydenzhapov e alla nave da intelligence Marshal Krylov, ha partecipato a esercitazioni navali nell'Oceano Pacifico. A queste esercitazioni hanno preso parte oltre 40 navi da guerra e di supporto, nonché circa 20 aerei.
Il 25 novembre 2022, la nave era in mare per condurre esercitazioni antisommergibile insieme a un sottomarino diesel-elettrico.
Il 27 ottobre 2023, l'Admiral Panteleev e l'Admiral Tribuc hanno lasciato l'Indonesia dopo una visita amichevole. A novembre, la nave ha partecipato all'esercitazione "Indra Navy" insieme alla Marina indiana.